# Lennart Nilsson (psykiater)
Nils Lennart Nilsson, född 29 juli 1921 i Hjärsås församling, Kristianstads län, död 11 november 1977 i Lunds domkyrkoförsamling, var en svensk psykiater.
Efter studentexamen i Kristianstad 1940 blev Nilsson medicine kandidat vid Lunds universitet 1944 och medicine licentiat där 1950. Han var underläkare vid medicinska kliniken vid Örnsköldsviks lasarett 1950–1954, extra läkare, underläkare och amanuens vid psykiatriska kliniken vid Lunds lasarett 1954–1960, studentpsykiater i Lund 1959–1967, biträdande överläkare vid psykiatriska kliniken vid Lunds lasarett 1960–1963 samt läkare vid Fogdaröds- och Sätoftahemmen för epileptiker 1960–1967. Han blev medicine doktor 1960, docent i psykiatri samma år, allt i Lund, var biträdande överläkare vid Sankt Lars sjukhus forskningsavdelning 1963–1967 samt professor i psykiatri vid Lunds universitet från 1967. Han invaldes som ledamot av Fysiografiska sällskapet i Lund 1972. Nilsson är gravsatt i minneslunden på Norra kyrkogården i Lund.